# Liga Uruguaya de Fútbol Sala
La Liga Uruguaya de Fútbol Sala es el principal campeonato oficial de fútbol sala en Uruguay, y es organizada por la Asociación Uruguaya de Fútbol.
El equipo campeón clasifica anualmente a la Copa Libertadores de fútbol sala del año siguiente.

## Equipos participantes
|  |  | Club                  |  | Ciudad         |  | Títulos | Indumentaria |
|  |  | --------------------- |  | -------------- |  | ------- | ------------ |
|  |  | Ituzaingó             |  | Punta del Este |  | -       | Mgr Sport    |
|  |  | Nacional              |  | Montevideo     |  | 9       | Umbro        |
|  |  | Nacional de San Ramón |  | San Ramon      |  | -       | Mgr Sport    |
|  |  | Old Christians        |  | Colonia        |  | 3       | Mgr Sport    |
|  |  | Peñarol               |  | Montevideo     |  | 13      | Puma         |
|  |  | Río Branco            |  | Cerro Largo    |  | -       | Macron       |
|  |  | Rocha Futbol Club     |  | Rocha          |  | -       | Mgr Sport    |
|  |  | Urupan                |  | Pando          |  | -       | Mgr Sport    |
|  |  | Racing                |  | Montevideo     |  |         |              |
|  |  | Villa Española        |  | Montevideo     |  |         |              |
|  |  | Utu Montevideo        |  | Montevideo     |  |         |              |
|  |  | La Espada             |  |                |  |         |              |

## Campeones

### Títulos por año A.U.F.
| Liga Uruguaya de Fútbol Sala |                 |                      |                 |
| Año                          | Campeón         | Resultado            | Subcampeón      |
| 1997                         | Peñarol         |                      |                 |
| 1998                         | Nacional        |                      |                 |
| 1999                         | Peñarol         |                      |                 |
| 2000                         | Nacional        |                      |                 |
| 2001                         | Banco República |                      |                 |
| 2002                         | Nacional        |                      |                 |
| 2003                         | Nacional        |                      |                 |
| 2004                         | Peñarol         |                      |                 |
| 2005                         | Nacional        |                      |                 |
| 2006                         | Club Malvín     |                      |                 |
| 2007                         | Rio Branco      |                      |                 |
| 2008                         | Nacional        |                      |                 |
| 2009                         | Nacional        |                      |                 |
| 2010                         | Peñarol         |                      |                 |
| 2011                         | Peñarol         |                      |                 |
| 2012                         | Peñarol         |                      |                 |
| 2013                         | Old Christians  |                      |                 |
| 2014                         | Peñarol         |                      |                 |
| 2015                         | Old Christians  | 3:0 7:5              | Banco República |
| 2016                         | Old Christians  | 0:5 3:2 5:2(alargue) | Nacional        |
| 2017                         | Nacional        | 3:4 5:1 2:0(alargue) | Old Christians  |
| 2018                         | Nacional        | 8:2                  | Boston River    |
| 2019                         | Peñarol         | 6:3                  | Nacional        |
| 2020                         | Peñarol         | 8:4                  | Río Branco      |
| 2021                         | Peñarol         | 2:2 (6:3)            | Boston River    |
| 2022                         | Peñarol         | 5:3                  | Boston River    |
| 2023                         | Peñarol         | 4:3                  | Urupan          |
| 2024                         | Peñarol         | 7:3                  | Urupan          |